# Hypatiuscodex
De Hypatiuscodex of Ipatjevcodex, ook wel de Hypatiuskroniek of Ipatjevkroniek genoemd (Russisch: Ипатьевская летопись, Ipatjevskaja letopis; Oekraïens: Іпатіївський літопис, Ipatijivśkyj litopys), is een van de oudste Oudoostslavische handschriften die kronieken bevatten over de geschiedenis van het Kievse Rijk. De codex wordt rond het jaar 1425 gedateerd en is daarmee iets jonger dan de Laurentiuscodex (1377), maar ouder dan de Radziwiłłkroniek (circa 1500). Het bevat kopieën van de Primaire Kroniek (Nestorkroniek), de Kievse Kroniek en de Galicisch-Wolhynische Kroniek.

## Handschriften
Als men de Primaire Kroniek (Nestorkroniek), de Kievse Kroniek en de Galicisch-Wolhynische Kroniek als een doorlopend kroniekverhaal beschouwt, dan zijn de belangrijkste twee handschriften van deze kroniek bewaard gebleven in de Hypatiuscodex en Chlebnikovcodex. Voorts zijn er vier afgeleide handschriften die allen teruggaan op de Chlebnikovcodex:
- Hypatiuscodex (Ipatijivsky spysok) - 307 bladen, daterend uit de late jaren 1420. In de 17e eeuw werd deze lijst bewaard in het Ipatjev-klooster bij Kostroma, waaraan de kroniek zijn naam ontleent. In 1809 werd ze teruggevonden in de Bibliotheek van de Russische Academie van Wetenschappen door historiograaf Nikolaj Karamzin. De lijst is geschreven in vijf handschriften, maar onderzoekers zijn het niet eens geworden over waar de kroniek is geschreven. Ze is momenteel opgeslagen in de Bibliotheek van de Academie van Wetenschappen.
- Chlebnikovcodex (Khljebnikovsky spysok) - Deze dateert van rond 1560 en is waarschijnlijk gemaakt in het Holenklooster van Kiev. Een aantal bladen zijn door elkaar gehaald, andere zijn verloren gegaan en hersteld volgens een oudere lijst. Ze werd door Nikolaj Karamzin in 1809 ontdekt tussen de manuscripten van bibliofiel Pjotr Chlebnikov.
- Pogodinski-handschrift - Dit is een kopie van Chlebnikovski, gedateerd rond 1620. Ooit eigendom van Michail Pogodin. Na de verwerving van de Pogodin-collectie in 1852 door Nicolaas I, kwam deze samen met andere manuscripten in de Russische Nationale Bibliotheek terecht.
- Jarotski-handschrift - Dateert uit 1651 en werd in 1910 door Ja.V. Jarotski, directeur van een handelsschool in Kremenets, aan de Bibliotheek van de Academie van Wetenschappen gegeven. Het is een herziening van de Chlebnikovcodex.
- Jermolajevski-handschrift - Dateert uit de jaren 1710 en wordt verondersteld in Kiev te zijn gemaakt voor vorst Dmitri Golitsyn. Deze lijst gaat terug tot de Chlebnikovski, maar heeft opvallende lexicale kenmerken van Oekraïense oorsprong en veel discrepanties, afzonderlijk gedrukt in de editie van 1908, in een speciale bijlage. Een vergelijking met de Chlebnikov-lijst laat zien dat de meeste discrepanties in de Jermolajev-lijst het resultaat waren van banale fouten van de kopiist, die zeer onoplettend was en bovendien de Oudrussische tekst slecht begreep. Uit de aantekeningen op het manuscript volgt dat de lijst op verschillende tijdstippen toebehoorde aan Vasili Aleksejevitsj Golitsin, en de Moskouse koopman Matvej Gavrilov, die de lijst in 1769 aan Ivan Kozmin verkocht. Vervolgens belandde de lijst in de collectie van Aleksandr Jermolajev en in 1814 werd deze verworven door de Russische Nationale Bibliotheek.
- Krakau--handschrift. Deze was gemaakt voor de Poolse historicus Adam Naruszewicz rond 1795-1796. Het is een kopie van de Pogodinski-lijst, die voor het gemak van de klant in Latijnse letters werd herschreven. Ze is waardevol als bron voor de reconstructie van verschillende fragmenten van de Pogodinski-lijst, die na 1796 verloren zijn gegaan.

## Inhoud
Aleksej Sjachmatov geloofde dat de Hypatiuscodex en soortgelijke lijsten lijsten zijn van de tweede editie, beïnvloed door de lijsten van de eerste editie. Op basis van een tekstuele analyse van de Hypatiuscodex stelde hij vast dat de samensteller van de Hypatiuscodex verschillende kronieken gebruikte die onafhankelijk van elkaar waren: de Galicisch-Wolhynische kroniek uit de 13e eeuw, de Kievse Kroniek uit het begin van de 12e eeuw, de Petsjersk-, Tsjernigov- en Vladimir-kronieken uit de 15e eeuw (de "Vladimir-polychron van Photius", die de vorst Andrej Bogoljoebski verheerlijkt).
- Voorafgaand aan de tekst is er een lijst van Kievse vorsten van Askold en Dir tot de verovering van Kiev door Batu (blad 2).
- De Primaire Kroniek (Nestorkroniek) ("Het verhaal van vervlogen jaren") gaat verder tot 1117 (bladen 3-106)
- De Kievse Kroniek van de 12e eeuw, een kroniek van de gebeurtenissen van 1118-1198 (bladen 106v.-245). De gebeurtenissen van 1146-1152 worden in bijzonder detail beschreven (bladen 118-167).
- De Galicisch–Wolhynische Kroniek, over gebeurtenissen tot 1292 (bladen 245-307).

Volgens Boris Rybakov werd de ongewoon gedetailleerde beschrijving van de onderlinge strijd in 1146-1154 ontleend aan de 'Kroniek van Pjotr Borislavitsj'. Ze worden gemiddeld twintig keer gedetailleerder gepresenteerd dan de gebeurtenissen van de voorafgaande dertig jaar.
De campagne van Igor Svjatoslavitsj tegen de Polovtsen in 1185 wordt gedetailleerd beschreven; deze beschrijving wordt als een afzonderlijk verhaal beschouwd (het Igorlied).
Moderne onderzoekers achten het waarschijnlijk dat de kroniek aan het einde van de 13e eeuw onder metropoliet Maksim Gretsjin zou kunnen zijn samengesteld, of aan het begin van de 14e eeuw onder metropoliet Pjotr Ratenski.
Volgens filoloog Aleksandr Oezjankov is het eerste, Galicische deel van de Galicisch-Wolhynische Kroniek ontstaan als een volledig onafhankelijk literair werk, een biografie van vorst Daniel van Galicië. Volgens Andrej Gorovenko werd deze "Biografie van Daniil Galitski" kort na 1268 in Volodymyr Volynskyi in opdracht van vorst Volodymyr Vasylkovytsj aan de Kievse Kroniek toegevoegd. Het "Wolhynische" deel verscheen als een voortzetting met een beschrijving van latere gebeurtenissen, en werd veel later, in 1288-1290, door een andere schrijver in Volodymyr Volynskyi samengesteld.

## Kenmerken van de versie van deNestorkroniek

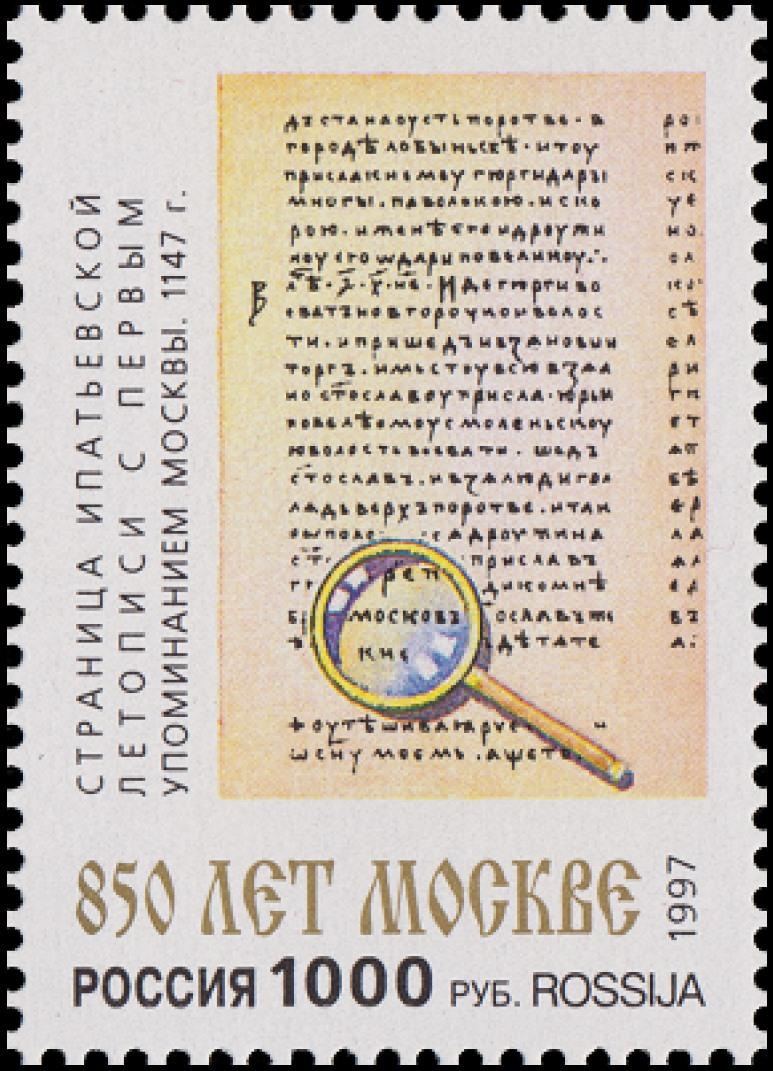
Pagina uit Hypatiuscodex met eerste vermelding van Moskou in 1147; postzegel uitgegeven door Russische Post tijdens 850e "verjaardag" Moskou 1997

De tekst van de Nestorkroniek als onderdeel van de Ipatjevkroniek bevat een bepaalde hoeveelheid informatie die ontbreekt in de Laurentiuskroniek. Naast een aantal kleine verschillen van één of twee woorden, zijn deze:
- Alleen in de Ipatjevkroniek wordt onder het jaar 862 aangegeven dat de Varangiër Rurik zich in Ladoga vestigde (in de Laurentiuskroniek wordt de naam van de stad weggelaten; in de Eerste Novgorod- (N1L), Vierde Novgorod- (N4L) en Eerste Sofia- (S1L) -kronieken, wordt Novgorod genoemd)
- Svyatoslav Igorevitsj werd geboren in 942 (In N1L, N4L, S1L en de Nikonkroniek (NikL) wordt geen geboortedatum gegeven)
- Vladimir Svjatoslavitsj werd gedoopt in de Kerk van Sophia in Chersonesos (volgens de Laurentiuskroniek in de Sint-Basiliuskerk, volgens de Radziwiłłkroniek in de Kerk van de Heilige Maagd , volgens N1L - in de Kerk van St. Basilius, volgens N4L, S1L, NikL en VoskrL in de kerk van St. Jakob)
- Er wordt aangegeven dat Jaroslav Vladimirovitsj in 1016 18 jaar oud was (hetzelfde in S1L), wat duidelijk onjuist is, en in andere kronieken wordt 28 jaar aangegeven
- Onder het jaar 1050 wordt de sterfdatum van vorstes Irina als 10 februari aangegeven (in S1L is de datum 14 februari, geen datum in N1L, N4L, NikL)
- Onder 1076 wordt de geboorte van Mstislav Vladimirovitsj vermeld (Niet in N1L, N4L, S1L, NikL)
- In 1086 wordt melding gemaakt van de stichting van de kerk van St. Andreas door Vsevolod Jaroslavitsj en over de veldtocht van Vsevolod naar Przemysl in 1087 (niet in N1L, N4L, S1L, NikL)
- Onder het jaartal 1088 staan de namen van nog drie bisschoppen vermeld (vermeld in N4L , niet in N1L, S1L en NikL)
- Onder 1098 wordt aangegeven dat Vladimir de kerken van de Heilige Moeder van God in Perejaslavl en Ostjor stichtte (niet in N1L, N4L, NikL)
- Onder het jaartal 1099 is er vermelding van een hemelteken in april in Vladimir (niet in N1L, N4L, S1L, NikL)
- Onder 1101 wordt de oprichting van de kerk van de Heilige Moeder van God in Smolensk vermeld (genoemd in N4L, NikL, niet in N1L, S1L)
- Onder 1102 worden de geboorte van de zoon Andrej van Vladimir Monomach en de dood van Wladislaus van Polen aangegeven (in NikL wordt alleen de eerste aangegeven, in N1L, N4L, S1L geen van beide)
- Onder 1105 wordt de veldtocht van Bonjak in de winter tegen de Torkil en Berendei aangegeven (niet in N1L, N4L, S1L, NikL)
- De zonsverduistering van augustus 1106 wordt aangegeven, maar er wordt geen melding gemaakt van Zbigniew van Polen die in de Laurentiuskroniek staat (niet in N1L, N4L, S1L, NikL)
- Onder het jaar 1110 wordt de veldtocht van de Polovtsen naar Perejaslavl in de zomer aangegeven (niet in N1L, N4L, S1L, NikL)